# Bernardo Buontalenti
Bernardo Buontalenti, de son vrai nom Bernardo Timante Buonacorsi (Florence, 15 décembre 1531 - 6 juin 1608, Florence), est un architecte, sculpteur, ingénieur militaire, scénographe et peintre italien de la Renaissance, considéré comme l'un des plus grands artistes de la Toscane, avec une longue activité à la cour grand-ducale de Florence. Il est l’un des artistes les plus importants et influents de la seconde moitié du XVIe siècle et un personnage clé de l’époque du maniérisme florentin, fortement lié à la personnalité de Michel-Ange et en général à la Renaissance toscane.
Selon diverses sources, il aurait inventé la crème glacée telle que nous la connaissons aujourd'hui, en 1565, à la cour de Catherine de Médicis.

## Biographie

### Formation
Laissé indemne à la suite d'un glissement de terrain à Costa San Giorgio lorsqu'il est enfant, qui emporte sa maison et sa famille, il entre au service de la cour grand-ducale de Côme de Médicis, puis de son fils, François, dont il est le précepteur à 15 ans, et où il jouit sous ce prince des plus grandes faveurs. Il devient l'élève de Giorgio Vasari et du peintre Francesco Salviati. Il est également un admirateur de l'architecture de Michel-Ange et des œuvres de Bartolomeo Ammannati.
Sa formation est exceptionnellement complète et lui permet d'étendre ses compétences à la scénographie (sous la direction de Vasari). Encore jeune, il participe aux installations éphémères pour les honneurs publics de Michel-Ange, avec une grande toile représentant les grands fleuves du monde.
Il collabore avec Niccolò Tribolo et Vasari sur les chantiers grand-ducaux les plus importants, où, après leur mort, il prend la relève, supervisant par exemple l'achèvement de la Galerie des Offices et de l'ensemble du palais Pitti et du Jardin de Boboli.
Vers 1564, il est parmi les collaborateurs de Baldassarre Lanci dans la construction de Terra del Sole, où certains lui attribuent le projet du palais des Conservateurs, qui serait sa première œuvre architecturale. Il complète sa formation par la connaissance de la fortification bastionnée moderne qui le passionne.

### FrançoisIer

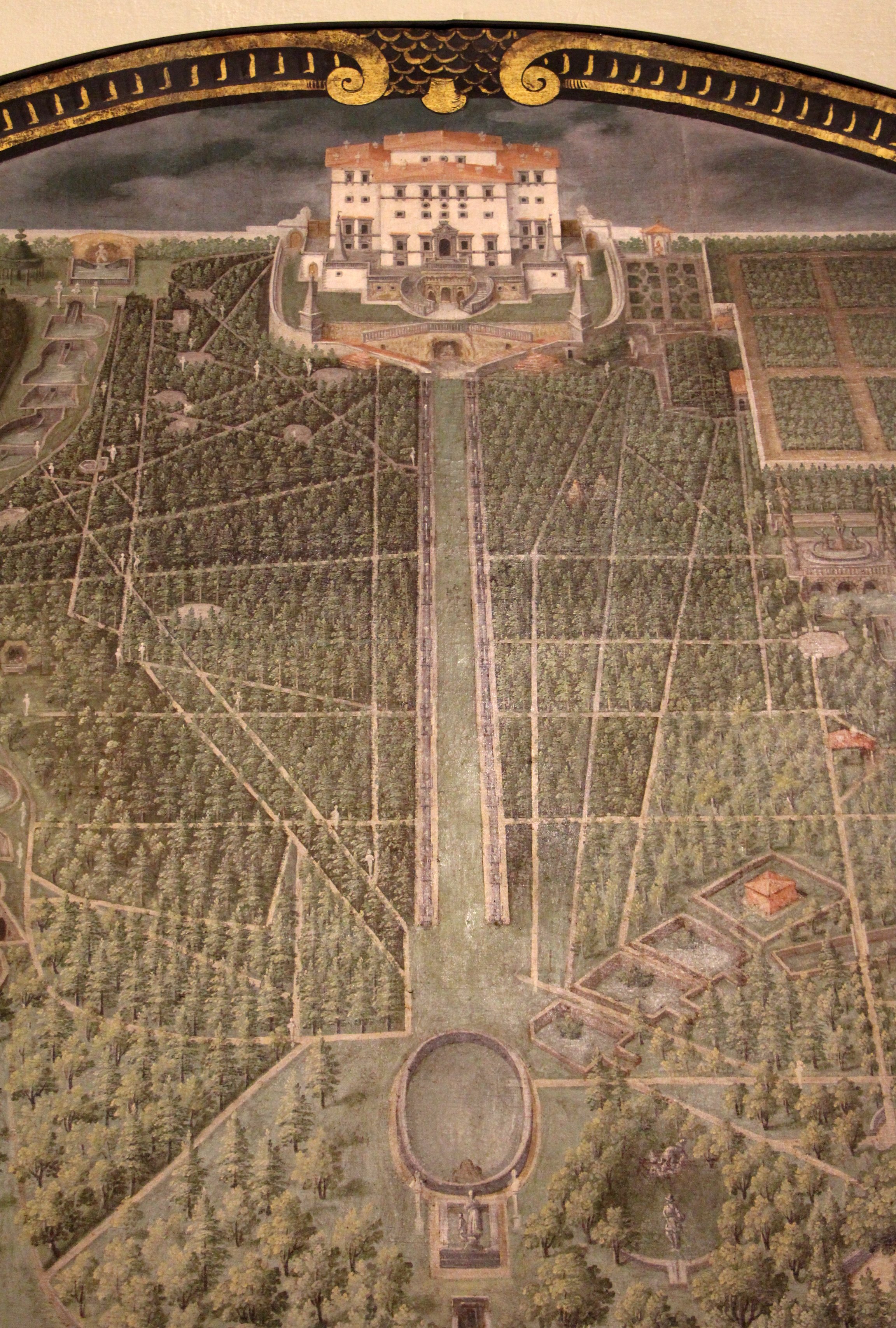
Giusto Utens, lunette de la villa di Pratolino, 1599-1602.

Bernardo Buontalenti a avec François Ier, qu'il connait depuis son enfance, une complète harmonie intellectuelle, avant même son accession au trône, et un partenariat qui n'est interrompu qu'en 1587 avec la mort du grand-duc.
Il agit essentiellement comme précepteur du prince en matière artistique, l'accompagnant également lors d'un voyage en Espagne entre 1562 et 1563.
Pour François, encore prince régent, il conçoit, entre autres, ce qui doit probablement être considéré comme sa première œuvre architecturale autonome en 1568, le Palazzo di Bianca Cappello dans la via Maggio, le Casino Mediceo di San Marco en 1574, qui abrite le laboratoire du prince, et la villa di Pratolino dans l'Apennin, avec le parc attenant (1569-1575), connu pour ses fontaines avec jeux d'eau, ses statues, ses fabriques et la sculpture colossale des Apennins créée par Jean Bologne, célèbres dans toute l'Europe pendant deux siècles[Selon qui ?].

### Architecte de cour
Devenu architecte de la cour après la mort de Vasari en 1574, il est présent dans toutes les commissions grand-ducales, s'occupant des domaines les plus variés, depuis les interventions urbanistiques, comme l'agrandissement de Livourne, jusqu'aux installations éphémères, comme au baptistère Saint-Jean de Florence lors du baptême du prince Philippe de Médicis en 1577. Il organise avec autant de goût et d'imagination, des fêtes et des cérémonies publiques, des mascarades, introduit les changements de décor à vue au théâtre, crée des décorations à métamorphoses, des automates, des jeux hydrauliques, excelle dans les feux d'artifice à un tel point qu'on le surnomme Bernardo della girandole (comme lors du mariage de Ferdinand Ier de Médicis et de Christine de Lorraine en 1589), pour lesquels il réalise de nombreux dessins conservés au cabinet des dessins et des estampes du musée des Offices.
Il s'essaye également occasionnellement à la peinture et à la miniature. Son activité dans le domaine des arts décoratifs est plus importante : orfèvrerie, céramique, ébénisterie, conception de nombreux meubles et objets parmi les plus précieux pour la cour des Médicis, fabriqués dans les ateliers grand-ducaux situées d'abord au  Casino Mediceo di San Marco, puis à la Galerie des Offices. Il s'occupe également des aspects les plus sophistiqués de la vie de cour, à tel point qu'on lui attribue l'invention de la glace à l'occasion de l'un des banquets de réception les plus importants qu'il supervise : le mariage de Marie de Médicis.

### Grands chantiers florentins

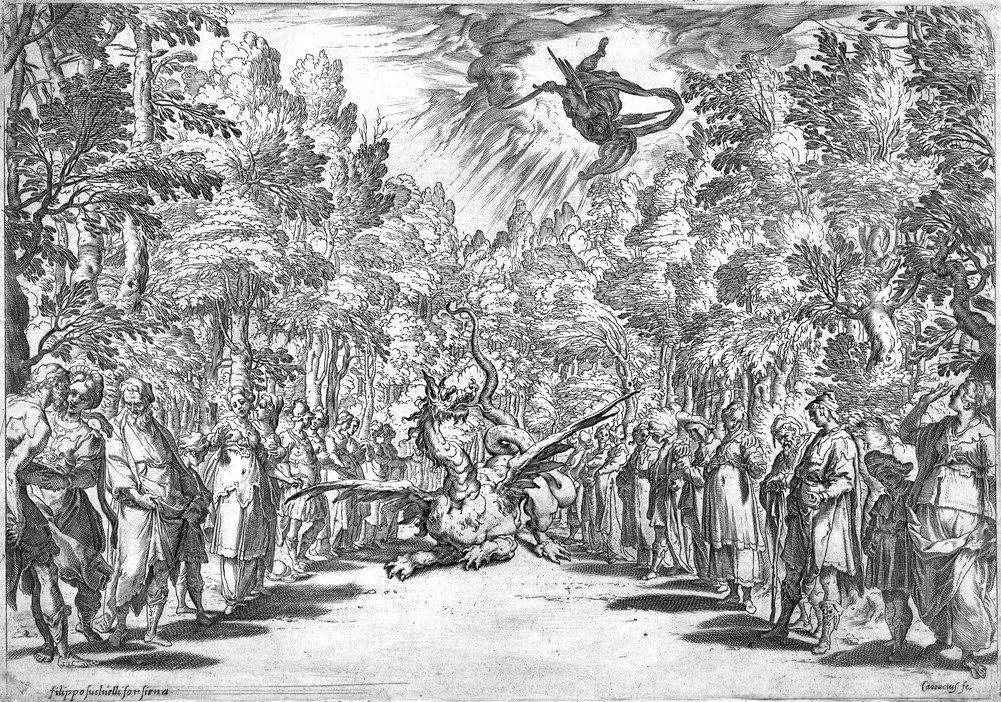
Scénographie pour le troisième intermède (Il combattimento pitico d’Apollo) au mariage de Ferdinand III de Médicis en 1589 ; gravée par Carracci d’après un dessin de Bernardo Buontalenti.

Bernardo Buontalenti conçoit une bonne partie des décorations intérieures et certains aménagements de jardins du complexe du palais Pitti, comme la Grotticina della Madama (1570) et la célèbre grotte de Buontalenti (1575) qui conserva les Esclaves de Michel-Ange. Il s'occupe également du chantier du Palazzo Vecchio, notamment de l'extension arrière.
De 1563 à 1580, il agrandit la Galerie des Offices en installant au dernier étage une galerie d'œuvres d'art, jetant ainsi les bases du plus ancien musée de l'Europe moderne. Dans le même complexe, il crée la tribune octogonale (1584-1587), destinée à abriter les œuvres les plus importantes de la collection Médicis et la célèbre Porta delle Suppliche avec un tympan inversé devenu une œuvre emblématique du maniérisme. Il achève également le Corridor de Vasari qui relie la Galerie au palais Pitti.
Il fait construire le théâtre de Baldracca (ou théâtre de la Dogana), inauguré en 1576, l'un des théâtres les plus anciens de Florence. Ce théâtre est différent des autres théâtres modernes : la scène est un peu surélevée et le public doit se tenir debout ou s'asseoir sur de longs bancs pour assister au spectacle. Il comprend également une loge avec grille, pouvant accueillir des spectateurs de très haut rang. La grille permet aux spectateurs de voir mais pas d'être vu. Cependant, ce théâtre n'est pas très apprécié et est remplacé par la bibliothèque de la Galerie des Offices,,.
Il crée le théâtre Médicis (1583-1586) à l'intérieur des Offices pour lequel il emploie un langage architectural maniériste et expérimental, mais en 1589, il doit modifier les décorations pour représenter l'autorité du grand-duc Ferdinand Ier. La structure de la salle s'inspire des théâtres de l'Antiquité classique. Bernardo réalise un sol en pente qui permet au public de mieux voir. Cependant, lorsque la cour déménage, la salle est abandonnée.
Il conçoit également les costumes et les décors des différents spectacles, qui ont une large résonance et constituent une étape importante du théâtre de la Renaissance vers le théâtre baroque italien. La mise en scène de l'Intermedi della Pellegrina demeure mémorable, jouée en 1589 pour le mariage de Ferdinand III de Médicis.
Bountalenti et son élève Matteo Nigetti sont chargés de construire le palais Nonfinito en 1592, mais seul le premier étage est achevé.

### Villas en dehors de Florence

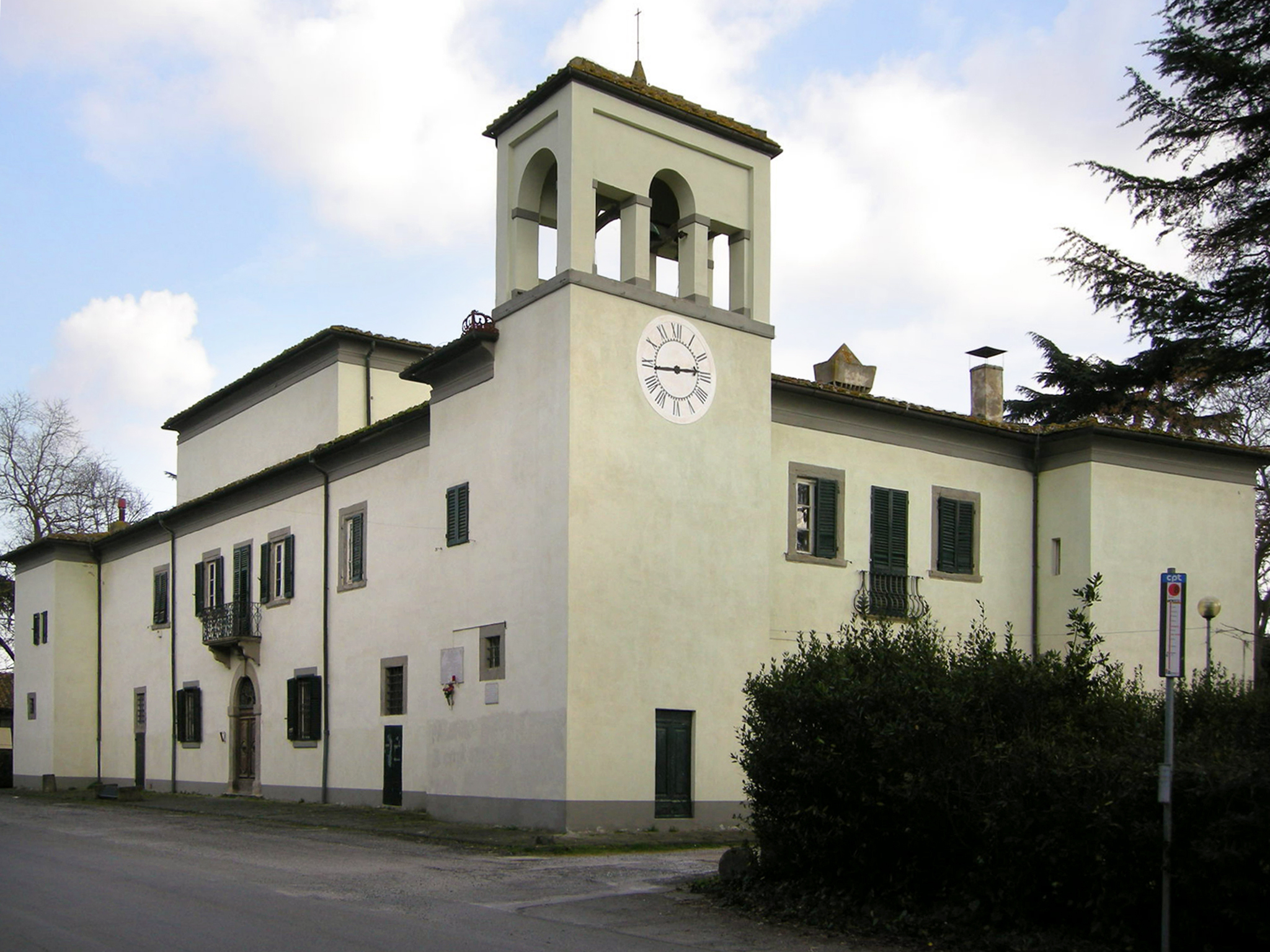
Villa di Coltano.

Bernardo Buontalenti a déjà aménagé diverses résidences extra urbaines pour François Ier, comme la Villa Medicea di Lappeggi (à partir de 1569) et la villa de Trefiano (conçue en 1570).
De 1575 à 1590, il travaille à divers travaux à la Villa Medicea La Petraia et à la Villa Medicea di Castello. Vers 1583, année où les Médicis achètent la villa de Montalbano, il rénove entièrement Villa Medicea La Magia. En 1586, il dessine la Villa Medicea di Coltano.
Dans les villas en dehors de la ville, il utilise un langage extrêmement simplifié, avec de grandes surfaces plâtrées, selon le prototype de la villa médicéenne de Poggio a Caiano.

### Projets de fortifications et d’urbanisme

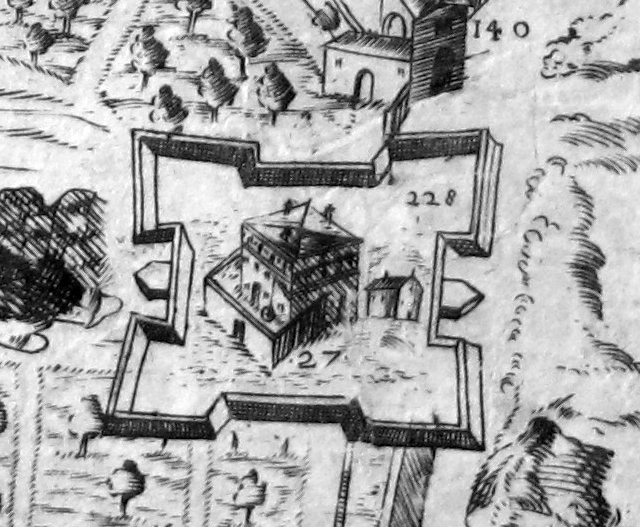
Détail du plan de Bernardo Buonsignori pour le Fort Belvedere de Florence.

Ingénieur militaire, il est nommé surintendant des bâtiments civils et militaires et agit autant comme architecte civil dans toute la Toscane en ornant Florence d'une foule de monuments en travaillant comme architecte, à Pise, à Prato et à Sienne.
Bernardo Buontalenti contribue à l'art militaire, tant dans les fortifications, comme dans le Fort Belvedere (Florence) que dans les murailles de Pistoia, celles de Sansepolcro et de Portoferraio, l'enceinte de Grosseto, la Mura di Prato, les murailles de Portoferraio et de Naples. À cet égard, deux de ses traités concernent les fortifications et les techniques d'ingénierie. Il perfectionne les armes, comme les canons et les bouches à feu, et invente une grenade incendiaire.
A Livourne, son projet original de la ville nouvelle du Fosso Reale et de la Nouvelle Forteresse intègre le noyau préexistant de la ville médiévale dans un système planimétrique régulier, de forme pentagonale. Ce projet, qui nous parvint en deux exemplaires réalisés seulement en 1797 et 1801, l'occupe dès 1575 ; le dessin ne fournit pas d'indications particulières sur l'organisation fonctionnelle de la nouvelle ville, mais se limite à mettre en évidence une série d'éléments constitutifs à l'intérieur du cercle de murs. Les travaux commencent en 1577 et se terminent, avec des changements importants par rapport au projet initial, au début du XVIIe siècle.
Il prépare lui-même un projet pour la cathédrale de Livourne, émettant l'hypothèse de la construction d'une église avec un couvent attenant, entouré de portiques de tous côtés, selon un modèle tiré du traité L'Art d'édifier de Leon Battista Alberti. Dans ce cas également, le dessin a été entièrement revu par ses successeurs.

### Dernière période

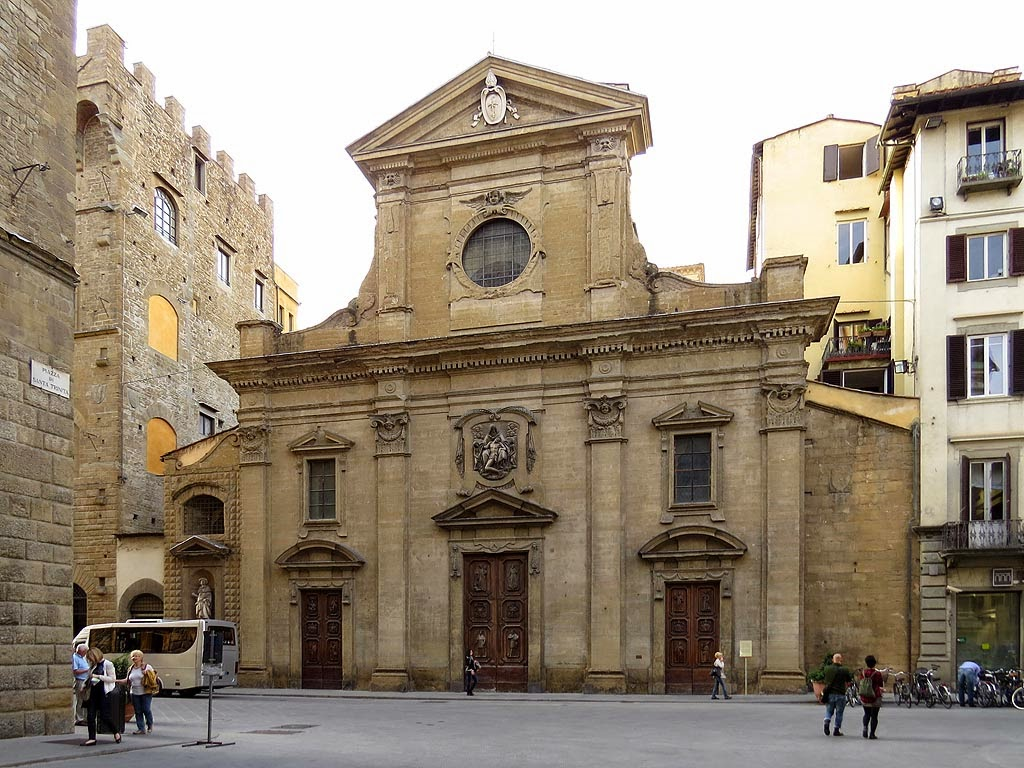
Basilique Santa Trinita, Florence.

Il vit dans un petit immeuble de la Via Maggio, où il accueille un cercle d'amis et d'intellectuels. Malgré son énorme succès, sa prodigalité le ruine et sans le Grand-Duc qui lui offre une pension, il serait mort dans une pauvreté totale.
En 1593, il travaille à la façade de la basilique Santa Trinita (Florence) et ensuite aux chapelles de la basilique Santo Spirito, modèles pour la façade de la cathédrale Santa Maria del Fiore et de la basilique San Lorenzo de Florence.
Bien que gravement malade, il demeure actif jusqu'à ses dernières années grâce à de nombreux collaborateurs, en concevant, entre autres, la Villa Medicea di Artimino, dans laquelle il renouvelle l'image de simplicité des villas d'un siècle plus tôt, avec de simples murs en plâtre, et peut-être la Villa Medicea dell'Ambrogiana, et la Villa Medicea di Cerreto Guidi .

## Œuvres

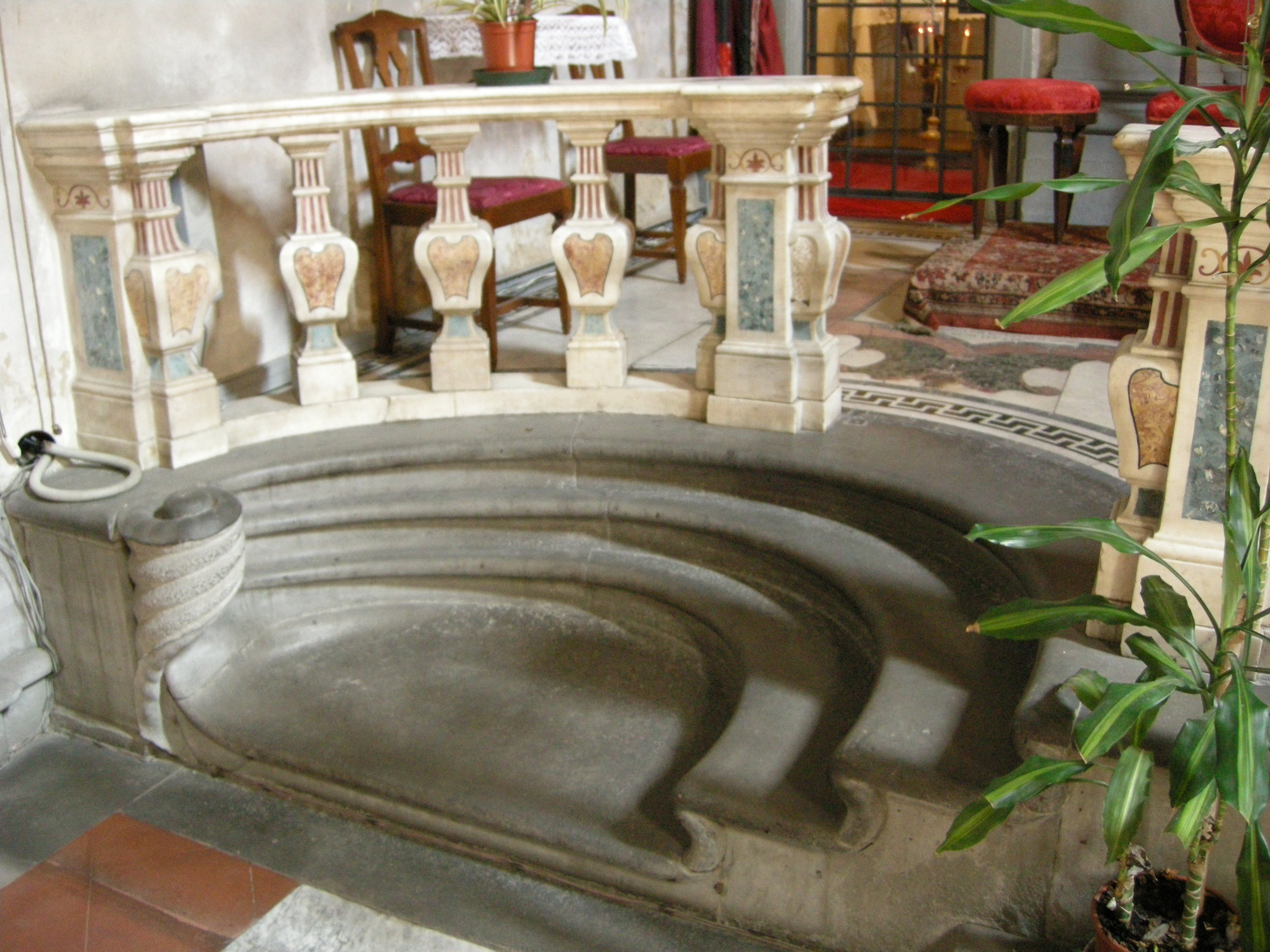
La scaletta de Buontalenti à Sant'Egidio.

- Palais : Grottes au jardin de Boboli (1583) et continuation des travaux des jardins commencés par Tribolo et Ammannati ;
- Églises : agrandissements de l’hôpital Santa Maria Nuova (1574) et du couvent de Santa Trinità (1584) ; projets pour les façades de la cathédrale (1587) et de Santa Trinità (1593) ;
- Galeries, aménagements urbains (plan du ghetto de Florence), remaniements, après Vasari, autour du Palazzo Vecchio (1581-1588) ;
- Villas : d’Artiminio (1580), restauration de celle de la Petraia (1575) ;
- Port de Livourne (1577)
- Pentagone de Buontalenti à Livourne
- Fortezza di Santa Maria in San Giorgio del Belvedere, forteresse du Belvédère à Florence (1590-1595).
- la scaletta montant vers l'autel de l'église Sant'Egidio (Florence), un escalier latéral en forme d'aile de chauve-souris.
- Théâtre Médicis (aujourd'hui démantelé) et la porta delle Suppliche, au sein de la Galerie des Offices à Florence (inauguré en 1586).